# Миллер, Элис Дьюер
Э́лис Дьюе́р Ми́ллер (англ. Alice Duer Miller; 28 июля 1874, Нью-Йорк, Нью-Йорк, США — 22 августа 1942, там же) — американская поэтесса.

## Биография
Элис Дьюер Миллер родилась 28 июля 1874 года в Нью-Йорке (штат Нью-Йорк, США) в состоятельной семье Джеймса Гора Кинга Дьюера и Элизабет Уилсон Мидз. Её прадедом был президент Колумбийского университета Уильям Александр Дьер. Миллер — мать сценаристки Элис Ди Джи Миллер, родившейся в браке с Генри Уайзом Миллером.
Миллер прославилась как поэтесса, чья поэзия была активно вдохновлена политическими взглядами. Её феминистские стихи повлияли на вопросы избирательного права, в то время как её стих «The White Cliffs» вдохновил США вступить во Вторую мировую войну. Она также писала романы и киносценарии.
68-летняя Миллер скончалась у себя на родине 22 августа 1942 года.

## Основные работы
- Poems (1896)
- Modern Obstacle (1903)
- The Blue Arch (1910)
- Things (1914)
- Are Women People? (1915)
- Come Out of the Kitchen (1916)
- Women Are People! (1917) (Wikisource)
- Ladies Must Live (1917) (e-book)
- The Happiest Time of Their Lives (1918) (e-book)
- Wings in the Night (1918)
- The Charm School (1919)
- The Beauty and the Bolshevist (1920) (e-book)
- Manslaughter (1921)
- Priceless Pearl (1924)
- The Reluctant Duchess (1925)
- The Springboard (1928)
- Welcome Home (1928)
- Forsaking All Others (1931) (link)
- Gowns by Roberta (1933)
- Come out of the Pantry (1934)
- The Rising Star (1935)
- And One Was Beautiful (1937)
- The White Cliffs (1940) (link)